# Tantilla bairdi
Tantilla bairdi es una especie de serpiente que pertenece a la familia Colubridae. Es endémica de Guatemala donde sólo fue registrada a 10 km al sur de Cobán, Alta Verapaz, a una altitud de aproximadamente 1500 m s. n. m.. Su hábitat natural se compone de bosque de pinos a lo largo de arroyos, o bosque de galería.